# José Ramón Arteta
José Ramón Arteta Foruria (Ispáster, 3 de julio de 1934) es un profesor y compositor de música clásica español.

## Biografía
Su padre fue Gerardo Arteta Altoarana y su madre, Crispina Foruria Uriarte. Estudió en los  Padres  Sacramentinos  la  enseñanza  primaria  y  posteriormente cursó sus estudios universitarios de Humanidades,  Filosofía  y Teología, así como  la  carrera  de  Magisterio.
En 1958 se  trasladó a Tolosa  y comenzó su vida profesional como maestro en los PP. escolapios. Se casó con Esther Ibarrolaburu Zurutuza, con quien tuvo hijos: Gerardo y la hoy soprano Ainhoa Arteta.
Fue profesor de EGB (Sociales y música) en los años 80 en el Colegio Público Leizaran de Andoáin (Guipúzcoa). dotando al colegio público de un departamento de música como materia extraescolar de donde salió Marife Nogales.

## Trayectoria musical
Discípulo de Tomás Aragüés y Víctor Zubizarreta en el Conservatorio de Bilbao. Estudió canto gregoriano y polifonía sacra con Samuel Rubio. También realizó estudios de educador de la voz.
En 1973 comenzó estudios de contrapunto, fuga y composición con Francisco Escudero.
En 1976 fundó y dirigió la Coral Eresoinka de Tolosa, con el objetivo de crear una agrupación infantil de gran calidad; con esta coral consiguieron diversos premios, entre ellos el primer premio nacional Unicef de 1983, viajando en varias ocasiones a París, la Costa Azul, Grecia o Yugoslavia. En 1990 tomó a su cargo la dirección del Coro Itxas Soinua de Lequeitio (Vizcaya).
En 2006, con motivo del 30 aniversario de la fundación de Eresoinka, se le rindió un homenaje en Tolosa.
Se ha dedicado a preparar vocalmente a diversos cantores, tales como Ainhoa Arteta, Amaia Arberas, Amaia Urteaga, Beñat Egiarte, Naroa Enekotegi o Marife Nogales. Actualmente  trabaja  para crear una escuela de educación vocal de niños.

## Composiciones
- Gaztearoak (Urtearoak). Coro y orquesta. Premio Internacional de Composición 1984.
- Cuarteto de Cuerda. 1986
- Sinfonía. Orquesta. 1987
- Concierto. Piano. 1988
- Concierto. Piano. 1990
- Agur Maria
- Arrantzara
- Boga  boga
- Du di du
- Illerri  otoitza,
- Iñauterik
- Tuca
- Udaberria
- Udazkena